# Ray Sherwin
Pour les articles homonymes, voir Sherwin.
Ray Sherwin est un occultiste et magicien anglais.
Né en 1952 à Bradford, dans le West Yorkshire (nord de l’Angleterre) de parents méthodistes, Ray Sherwin est connu au sein des cercles occultes anglophones comme étant l’auteur de The Book of Results (Le livre des Résultats) et de The Theatre of Magic (Le Théâtre de la Magie). Il est l’un des tout premiers Magiciens du Chaos et cofondateur des Illuminates of Thanateros avec Peter Carroll. 
Il débute la magie vers l’âge de quinze ans ; ses premières expérimentations s’inspirent des idées développées dans le célèbre ouvrage The Magus de Francis Barret, puis la lecture de The Magical Dilemma of Victor Neuburg, de Jean Overton Fuller, l’introduit à la pensée d’Aleister Crowley.
En 1971, il a l’opportunité de travailler en tant que directeur d’une revue pour l’Église de Scientologie dans le quartier général de l’organisation à Saint Hill Manor, près de East Grinstead dans le Sussex. Cinq ans plus tard, il fonde sa propre maison d’édition, Morton Press, qui publiera le magazine The New Equinox, ainsi qu’une dizaine d’œuvres d’Aleister Crowley. C’est à cette époque qu’il fait la connaissance de Peter Carroll et du groupe informel des Stoke Newington Sorcerers dont les réunions déboucheront sur la fondation des Illuminates of Thanateros (IOT).
En 1978, Morton Press édite le Liber Null de Peter Carroll et The Book of Result de Ray Sherwin, première œuvre moderne à développer la technique des sigils. La même année, les deux hommes décident de fonder l’ordre des Illuminates of Thanateros, présenté comme un ordre « magique non hiérarchique ».
À la même époque, il intervient en tant que conférencier pour la University Occult Society et signe son troisième ouvrage, en 1984, sous le pseudonyme de Paula Pagani : The Cardinal Rites of Chaos, reflétant le travail magique d’un groupe connu comme « The Circle of Chaos ».
Vers le milieu des années 1980, plusieurs magazines de sensibilité chaote virent le jour, dont Chaos International, en 1986, dont le principe était de changer de rédaction à chaque numéro. Ray Sherwin en codirigea les deux premiers numéros avec P.D. Brown.
La même période vit la sortie d’une série d’enregistrements audio dédiés à la Magie du Chaos : Chaos Magick Audios CD. Le volume VI comprend un poème intitulé The Singing Tadpole que Sherwin considère comme son meilleur travail sur la magie.
Sherwin entreprit de se rendre régulièrement à Vienne pour travailler avec des membres de l’IOT, bien qu’il se soit retiré de l’ordre dès la constitution du « Pacte ».
En 1990, Ray Sherwin vendit sa boutique Id Aromatics pour ouvrir Hermitage Oils. Laissant un temps de côté la plume pour se consacrer à la musique, il s’associe à Nigel Mulaney pour fonder le groupe Best Before dont l’album The End of the World est sorti en 1997.
En 2010, Mandrake of Oxford publiera un nouvel ouvrage de Ray Sherwin présenté par son auteur comme une « biographie magique et aromatique » : The Strange Smell in The Car or Aromatic Oils & Magick.
Pseudonymes connus : Paula Pagani, Thessalonius Loyola.